# Bur Pepanyi
Bur Pepanyi är ett berg i Indonesien.   Det ligger i provinsen Aceh, i den västra delen av landet, 1 600 km nordväst om huvudstaden Jakarta. Toppen på Bur Pepanyi är 1 827 meter över havet.
Terrängen runt Bur Pepanyi är huvudsakligen kuperad. Runt Bur Pepanyi är det tätbefolkat, med 790 invånare per kvadratkilometer. I omgivningarna runt Bur Pepanyi växer i huvudsak städsegrön lövskog.